# Sony VAIO
VAIO Corporation è un produttore giapponese di elettronica di consumo, proprietaria dell'omonimo marchio di personal computer VAIO.
Fino al 2014 Vaio è stato un marchio di Sony applicato a molti prodotti, soprattutto computer portatili. Originariamente era un acronimo per Video Audio Integrated Operation ("operazioni audio-video integrate"), ma dal 2008 è diventato Visual Audio Intelligence Organizer ("organizzatore informazioni audiovisive") per celebrare il decimo anniversario del marchio.
Il simbolo "VAIO" rappresenta la contrapposizione tra l'analogico (rappresentato con un'onda cosinusoidale, le prime due lettere "VA") e il digitale (cioè le ultime due lettere, che rappresentano i numeri binari 1 e 0).
Sony nel 2014 ha annunciato di voler vendere la divisione dei PC VAIO a Japan Industrial Partners per concentrarsi solo sulla produzione mobile di smartphone e tablet, ritenuti dal colosso nipponico il futuro nel settore pc. La produzione di PC Vaio della Sony è stata quindi interrotta, per poi riprendere nel 2015 con il nuovo produttore.

## Serie
- Sony VAIO UX